# Route 20 (Ontario)
Pour les articles homonymes, voir Route 20.
La route 20 est une courte route provinciale de l'Ontario, ne mesurant que 1,9 kilomètre. Elle ne fait que relier la route 58 après le tunnel passant sous le canal Welland à la route régionale 70 de la municipalité régionale de Niagara. La route 20 continue ensuite en tant que route régionale 57 (Stone Rd.), jusqu'au Rainbow Bridge, à Niagara Falls. 

## Intersections principales
| Route 20 |                    |                                 |                      |
| km       | Route croisée      | Destinations                    | Notes                |
| 0.0      | Route 58           | Saint Catharines, Port Colborne | début de la route 20 |
| 1.7      | Route régionale 70 | Niagara-on-the-Lake             | fin de la route 58   |

## Localisation
Voici la localisation de la route 20 sur la carte de l'Ontario:
| Thorold (Ontario) |